# Старица (приток Ветлуги)
Старица — река в Нижегородской области России. Левобережный рукав среднего течения Ветлуги в южной части Ветлужского района.
Длина реки составляет 29 км.
Старица отделяется от Ветлуги юго-западнее деревни Каменка, течёт по болотистой лесистой местности. Русло извилистое. Устье Старицы находится в 343 км по левому берегу реки Ветлуга, на высоте 83 м над уровнем моря, северо-западнее посёлка Рязанка.
Притоки (от истока): Прость, Сеплас, Заборка, Дениска, Рязанка.
Около устья на левом берегу Старицы располагается посёлок Рязанка.

## Данные водного реестра
По данным государственного водного реестра России относится к Верхневолжскому бассейновому округу, водохозяйственный участок реки — Ветлуга от города Ветлуга и до устья, речной подбассейн реки — Волга от впадения Оки до Куйбышевского водохранилища (без бассейна Суры). Речной бассейн реки — (Верхняя) Волга до Куйбышевского водохранилища (без бассейна Оки).
Код объекта в государственном водном реестре — 08010400212110000042581.